# Csoukou
Csoukou (egyszerűsített kínai írással: 周口, pinjin: Zhōukǒu) prefektúra szintű város Kínában, Honan tartományban. Lakosainak száma 9 026 015 fő (2020).

## Népesség
| Lakosok száma | 9 741 283 | 8 953 793 | 8 677 800 | 9 026 015 |
|               | 2000      | 2010      | 2018      | 2020      |